# Marcus Giamatti
Marcus Bartlett Giamatti  (nascido em 03 de outubro de 1961) é um ator estadunidense, mais conhecido por ser um membro regular do elenco do drama Judging Amy.
Giamatti nasceu em New Haven em Connecticut e é o filho de Toni Marilyn (Smith) um ex-universitário de Yale University , e irmão mais velho de Paul Giamatti. .
Ele também co-estrelou em várias séries populares, como The X-Files , Homicide: Life on the Street , Monk , The Mentalist e House MD. Ele tamnbem apareceu em alguns filmes como  Mr. and Mrs. Bridge , Necessary Roughness alguns filmes de televisão como Pirates of Silicon Valley. 